# Ocròfits
Ochrophyta és un grup d'heterokonts fotosintètics. Es divideix en dos subfílums, Phaeista (comprenent Hypogyristea i Chrysista) i Khakista (comprenent Bolidomonas i diatomees).